# ألفريد أبيل
ألفريد أبيل (و. 1879 – 1937 م) هو مخرج أفلام، وممثل مسرحي، وممثل أفلام، ومنتج أفلام من الإمبراطورية الألمانية، وجمهورية فايمار، ولد في لايبزيغ، توفي في برلين، عن عمر يناهز 58 عاماً، بسبب مرض.

## وصلات خارجية
- ألفريد أبيل على موقع IMDb (الإنجليزية)
- ألفريد أبيل على موقع ألو سيني (الفرنسية)
- ألفريد أبيل على موقع أول موفي (الإنجليزية)
- ألفريد أبيل على موقع قاعدة بيانات الأفلام السويدية (السويدية)
- ألفريد أبيل على موقع قاعدة بيانات الفيلم (الإنجليزية)
- ألفريد أبيل على موقع كينوبويسك (الروسية)